# Singapore Classic 1994
Singapore Classic 1994 — жіночий тенісний турнір, що проходив на відкритих кортах з твердим покриттям Dusit Resort Hotel у Каллангу (Сінгапур). Належав до турнірів 4-ї категорії в рамках Туру WTA 1994. Відбувсь ушосте й востаннє і тривав з 18 до 24 квітня 1994 року. Перша сіяна Наоко Савамацу здобула титул в одиночному розряді.

## Фінальна частина

### Одиночний розряд
Наоко Савамацу —  Флоренсія Лабат 7–5, 7–5
- Для Савамацу це був 1-й титул в одиночному розряді за сезон і 3-й — за кар'єру.

### Парний розряд
Патті Фендік /  Мередіт Макґрат —  Ніколь Арендт /  Крістін Редфорд 6–4, 6–1
- Для Фендік це був 4-й титул в парному розряді за сезон і 24-й (останній) за кар'єру. Для Макґрат це був 4-й титул в парному розряді за сезон і 13-й — за кар'єру.